# Florent Chopin
Pour les articles homonymes, voir Chopin (homonymie).
Florent Chopin est un artiste peintre français né à Caen en 1958. Il vit et travaille en région parisienne.

## Biographie
Florent Chopin a étudié les sciences sociales puis les beaux-arts à Caen. Il commence à dessiner en 1984 et se consacre totalement à ses toiles et collages à partir de 1986. Il a obtenu le Prix Fénéon en 1998.

## Œuvre
Il a été influencé par le surréalisme et les situationnistes. Il utilise une technique mixte en mélangeant collages (d'images et d'objets) et peinture.

## Expositions
2009
- Oct/Nov : Peintures, boites, collages Galerie Pierrick Touchefeu, Sceaux (92)

2006
- La position du rêveur couché, Galerie Jean-Pierre Delage, Saintes
- Ici, le monde rêve, Galerie Mirabilia, Lagorce
- Peintures, boites, collages Crid'art, Amnéville les thermes
- Peintures, collages Galerie Pierrick Touchefeu, Sceaux (92)
- Peintures, boites, Galerie Déprez-Bellorget
- Le monde repart dans une heure, Galerie Jacqueline Storme, Lille

2005
- Favre Galerie, Barcelone

2004
- Galerie Déprez-Bellorget, Paris
- « Peintures » Centre Culturel de Savigny-le-Temple

2003
- « Peintures, boites, Livres d'artiste », Mairie de St Ouen l'Aumône
- « Peintures, boites », Galerie C. Amiens

2002
- « Peintures, Boites, Collages », Galerie Geneviève Favre, Avignon
- « Un peu de temps à l'état pur », Folies d'encre, saint Ouen
- « Gravures », Gravicel, Lille
- « Peintures et collages » Art et confrontation, Rouen
- « MAC 2000 », Paris

2001
- « Dreamtime », Les Trinitaires, Metz
- « Les oiseaux naissent sur les branches », Galerie Chantal Vieulle, Grignan
- « Peintures, Boites », Galerie Deprez-Bellorget, Paris

2000
- « L'histoire de la peinture passe par la fenêtre », Galerie Médiart, Paris
- « Peintures, Boites », Village d'Artistes de Rablay sur Layon
- « Florent Chopin - Ronan-Jim Sévellec », Galerie Béatrice Soulié, « MAC 2000 », Paris

1999
- « Peintures, Boites » Galerie André Samuel, Metz
- « Peinture, œuvres sur papier, gravures », Centre culturel de Brive – Texte de présentation de Jean-Paul Chavent.
- « Un rêve en décrit un autre » Galerie les Teinturiers, Avignon

1998
- « Il n'y a pas d'horizons lointains », Galerie Mémoranda, Caen - Texte de présentation d'Alain Jouffroy.